# 嚴蘂
嚴蘂（？—？），一作嚴蕊，字幼芳，兩浙東路台州歌妓。

## 生平
嚴蘂為兩浙東路台州歌妓。嚴蘂受唐仲友之「永康学派」影響，反对朱熹理学。淳熙九年（1182年），朱熹指控嚴蘂與唐仲友通姦，嚴蘂遭刑訊逼供，然而嚴蘂始終不承認。後來案情鬧到宋孝宗耳裡，認為是「秀才爭閑氣」，於是將朱熹調任，此案轉由岳霖（岳飛三子）處理。嚴蘂作詞《卜算子》陳情，岳霖當即判其無罪釋放，除籍從良。
嚴蘂後被趙宋宗室納妾。作品多佚，今僅存《卜算子》、《如夢令》、《鵲橋仙》等三首（真實性有爭議）。慶元二年（1196年）十二月，沈繼祖彈劾朱熹，「不孝其亲」、「不敬于君」、「不忠于国」、「玩侮朝廷」、「哭吊汝愚」、「为害风教」等六大罪，还主张將其斩首，以绝朱学，史称「庆元党案」。
王國維的《人間詞話》裡說「宋人小說多不足信」，並懷疑嚴蘂此首《卜算子》「系唐仲友戚高宣教作」。束景南教授著作《朱子大傳》中認為，唐仲友確有貪污罪行，並認為《卜算子》詞非嚴蘂所作，而洪邁《夷堅志》所記嚴蘂作詞訴冤全屬虛構。张岱年在其书序中评语稱「关于朱熹弹劾唐仲友一事，近人抱着『反理学』的偏袒态度多同情唐氏」，但此說仍未能證實。余嘉錫《四庫提要辨證》更進一步言：「夫唐宋之時，士大夫宴會，得以官妓承值，徵歌侑酒，不以為嫌。故宋之名臣，多有眷懷樂籍，形之歌詠者，風會所趨，賢者不免。仲友於嚴蘂事之有無，不足深詰。」